# Zagrebačka katedrala
Katedrala Uznesenja Blažene Djevice Marije i svetih Stjepana i Ladislava ili Zagrebačka katedrala ↓b1 najveća je hrvatska sakralna građevina i jedan od najvrjednijih spomenika hrvatske kulturne baštine. Prvostolnica je Zagrebačke nadbiskupije i metropolije te simbol Grada Zagreba. Najmonumentalija je gotička sakralna građevina jugoistočno od Alpa. Prva je i najznačajnija gotička građevina Hrvatske. U njoj su pokopani velikani hrvatske povijesti kao što su Fran Krsto Frankapan, Petar Zrinski, Ivan Antun Zrinski, Alojzije Stepinac, Franjo Šeper i Franjo Kuharić.
Povijest zagrebačke katedrale još uvijek je nedovoljno istražena te o njoj postoje mnoge nepoznanice, nedoumice i pretpostavke. Prema Ljubi Karamanu „zagrebačka katedrala primjer [je] prvih početaka srednjoeuropske gotike”.
Do potresa 2020. godine i rušenja tornjeva bila je visoka 105 metara, a sada je visoka 92 metra.

## Povijest izgradnje katedrale

### Kralj Ladislav utemeljuje biskupiju (11. st.)
Zagrebačku biskupiju osnovao je kralj Ladislav 1094. godine i podredio je nadbiskupiji u Ostrogonu. Iste je godine, prema hrvatskoj tradiciji, osnovana i katedrala. U literaturi nema jednoznačnog odgovora na pitanje je li utemeljitelj biskupije, Ladislav, doista dao sagraditi katedralu ili je za te potrebe poslužila neka već postojeća crkva. Postoji čak i pretpostavka da je to mogla biti crkva benediktinaca, koja je pripadala njihovu samostanu. Jedan od argumenata protiv teorije prema kojoj je utemeljitelj bio kralj Ladislav potkrijepljen je činjenicom da je kralj umro samo godinu dana nakon osnutka katedrale. Smatra se stoga da nije imao dovoljno vremena da taj projekt privede kraju. Još je važnija činjenica da njegov doprinos u gradnji katedrale nije zabilježen u ispravi nadbiskupa Felicijana, koji bi takvo što zacijelo spomenuo.
Gotovo svi istraživači slažu se da je najstarija zagrebačka katedrala izgrađena na mjestu na kojem se nalazi današnja, ali nije sasvim sigurno gdje se točno nalazila. Prva je katedrala najvjerojatnije bila jednobrodna te je, poput mnogih ugarskih sakralnih građevina toga doba, završavala apsidom.
Kralj Ladislav pridonio je biskupiji i tako što je doveo Čeha Duha i postavio ga za prvog biskupa Zagrebačke biskupije čijim je djelovanjem biskupija od samog početka bila snažna jezgra razvoja kulture u ovom kraju. Također je očuvano više dragocjenih rukopisnih knjiga koje je Duh donio u Zagreb (pretpostavlja se i Zagrebački plenarij među njima).
O važnosti osnutka Zagrebačke biskupije za povijest grada Zagreba govore riječi Nade Klaić: „Osnivanjem biskupije prestaje prapovijest i počinje prava povijest Zagreba. Biskupija ne bi nastala da Zagreb nije bio naseljeno mjesto od izvjesnog značaja, čvrsta obrambena točka i tradicionalni sveti položaj”.

### Predmongolska katedrala (od druge polovice 12. st. do 1242. godine)
Izgled prve katedrale nije nam poznat, ali zato već mnogo više znamo o prvoj sljedećoj katedrali, čiji je izgled očuvan na pečatu Kaptola iz 1297. godine te na zrcalnoj kopiji pečatnjaka iz 1371. godine. Bila je to velika, trobrodna građevina s tri apside i dva zvonika na pročelju, a obuhvaćala je prostor od zvonika do svetišta današnje katedrale. Na pečatnjaku se jasno očituje dvotoranjsko pročelje, bazilikalno tijelo građevine, kao i apsida. Također se i masivnost te zatvorenost tornjeva prema unutrašnjosti današnje katedrale pripisuje upravo predmongolskoj fazi građevine. U prilog datacije Ane Dejanović koja predtartarsku crkvu smješta u drugu polovicu 12. stoljeća, govore iskopavanja i pronađeni ostaci kontrafora koji se prvi puta javljaju sredinom 12. stoljeća u Francuskoj. Dva masivna kontrafora međusobno povezana ziđem, koja su se sačuvala s južne strane crkve, također su pripisana ovoj fazi, jer je istraživanjima potvrđeno da ovi snažni potpornjaci pripadaju istom tipu kakav se javlja i u Francuskoj krajem 12. stoljeća. Taj dio pripada sjevernom dijelu kapele sv. Stjepana koja se danas nalazi ugrađena unutar zidina što okružuju katedralu. Dovršetak ove sakralne građevine gotovo pouzdano nam određuje Ivan Gorički koji u svojim zapisima bilježi ukop u brod crkve trojice prvih biskupa. Najstariji zabilježen je biskup Prodan (preminuo oko 1175. godine) te se iz tog razloga njegov ukop uzima kao donja granica kada je predtartarska crkva mogla biti dovršena. Još jedan od argumenata je činjenica da su pod istim oltarom pokopana i druga dvojica, biskupi Dominik i Gothard. Malo je vjerojatno da bi crkveni dostojanstvenici bili pokopani u nedovršenoj građevini. Kraj ove građevine ostao je zabilježen u brojnim ispravama toga razdoblja koje spominju mongolsku provalu sredinom 13. stoljeća.

### Biskupska kapela Sv. Stjepana Prvomučenika (sredina XII. st.)
Nakon spomenute mongolske provale crkva dugo nije bila obnovljena. Ono što nakon trideset godina gradi biskup Stjepan II. jest kapela sv. Stjepana Prvomučenika.
Kapela je smještena prema sredini katedrale, no ne kao samostalna građevina, već je stopljena s masivnim zidinama biskupske palače. Malih je dimenzija, a njezina unutrašnjost je raščlanjena na dva velika traveja, dok joj je svod križno-rebrasti, gotovo kupolast.
Danas je od kapele izvorno ostala sačuvana samo unutrašnjost koju krase relativno očuvane freske s odlikama kasne giottovske škole. Autor freski nazvan je Majstorom Stjepanove kapele. On je podijelio prostor u tri vodoravna dijela. Gornji dio je rezerviran za Krista koji dostojanstveno vlada okružen evanđelistima i prorocima, u srednjem je prikazan Kristov ovozemaljski život, dok su u donjem dijelu slikani kvadri te draperije. Trodijelni ritam je slijedio sve do južnog dijela zapadnog zida gdje je u gornjem redu polulik Krista koji blagoslivlja, u drugom su likovi svetaca, dok je u najdonjem redu podnožje koje nije započeto. Sve ove freske imaju odlike škole majstora Giotta. Kao sjeverna strana kapele iskorišten je zid od lomljenca koji je spajao dva masivna kontrafora, tj. dijelove predtartarske crkve. To je uvjetovalo orijentaciju sjever-jug, a prikupljeni dokazi ukazuju da se oltar nalazio na južnom zidu. Ostali zidovi izgrađeni su u opeci, da bi u južnom dijelu završili ukrasima od romaničkih slijepih arkada. Izvori spominju očit utjecaj Lombardije i to graditeljstva kojeg su razvijali „prosjački redovi“ (veličina korištene opeke, peterolisna rozeta, okrugli trolisni prozor, jedinstvenost volumena, bez apside istaknute u prostoru), dok za vanjsko zidno platno koristi termin prijelaznog romaničko-gotičkog stila (polukružne slijepe arkade, kontrafori).

### Sklop Timotejeve crkve (druga polovica 13. st.)
Nakon mongolskih napada napisano je više dokumenata o stupnju oštećenja koje su nanijeli crkvi. Upravo je ta brojnost isprava i različito doživljavanje napada bio razlog zbog kojeg su mnogi istraživači kroz godine bili nesigurni oko definiranja štete koja je nanesena.
Prvi biskup koji je započeo obnovu bio je Timotej što je zabilježeno u  potvrdi. U njoj je također zabilježeno da ju je započeo obnavljati od temelja u novom suvremenom stilu (gotičkom), kao i da ju je opremio ukrasima i srebrnim posuđem. Zabilježena je i 1275. godina kao godina posvete oltara Sv. Petra i Pavla u sakristiji, a zatim i 1284. godina kad je posvetio Ladislavov oltar u kapeli sv. Marije. Svi ovi podaci govore u prilog da je biskup Timotej dao sagraditi i glavnu apsidu zajedno sa svetištem. Iskopavanja su pokazala da se koristio novim načinom tlocrtnog koncepta (triangulacija) te da je zato, ne prateći stare temelje, svetište započeto kao šesterokutno. Iz toga proizlazi da je svetište imalo tri poligonalne apside od kojih je srednja bila veća i izdužena na istok kako bi između moglo biti sagrađeno cilindrično stubište. Korska sjedala s trolisnim gotičkim lukom kao završetkom, nizala su se duž apside.
Što se tiče arhitektonske plastike, zbog brojnih restauracija nije lako odrediti što je sve pripadalo Timotejevom sklopu. Freske koje su pripisane tom vremenu pripadaju ciklusu najstarijih u Zagrebu i u čitavoj kopnenoj Hrvatskoj. One su oštećene, no dijelove nalazimo sačuvane u sakristiji, točnije u njenom istočnom dijelu.
Ovo razdoblje „Timotejevog sklopa“ nazvano je tako upravo zbog uloge koju je odigrao biskup u gradnji jedne veće prostorne cjeline objedinjene istom idejom, odnosno istim stilskim obilježjima. Naglašena je visoka kvaliteta izvedbe koja se danas uočava na detaljima sačuvanih slika ili ukrasa. U riznici katedrale nalaze se sačuvane dragocjenosti poput crkvenog ruha, posuđa, rukopisnih knjiga, relikvijara i ostalih obrednih predmeta.

### Lađa i zvonici (XIV. – XVI. st.)
Nakon smrti biskupa Timoteja nastupilo je razdoblje u kojem je katedrala čekala nastavak izgradnje, a različita su mišljenja oko vremena kada je do toga došlo. Neki smatraju da se gradnja nastavila za vrijeme biskupa Kažotića kojemu se pripisuje dio započetih zidova sjeverne lađe i sjevernog zvonika. S druge strane, moguće je da je biskup Kažotić samo popravljao građevinu te ju eventualno opremio pokućstvom, dok je biskup Jakob de Placentij započeo gradnju. Daljnje promjene dogodile su se za vrijeme biskupa Stjepana II. Kanižaja i Eberharda Albena. Biskup Stjepan III. svoj je doprinos u gradnji lađe zabilježio grbom, dok je lađu zamislio kao baziliku. Moguće je i da je u Stjepanovo doba odlučeno sačuvati ruine zvonika te između njih graditi traveje. Izvana na sjevernoj strani bili su postavljeni novi, skošeni i jednostavni potpornjaci, dok su na južnoj kasniji, ali bogatije ukrašeni. Pročelje je u to doba imalo romanički portal i vjerojatno rozetu.
Eberhardovim dolaskom katedrala je počela slijediti tipologiju dvoranske crkve sa svim promjenama koje su bile nužne da bi se to realiziralo (povišenje i izmjena pročelja dekoriranog kordonskim vijencem s ljiljanima, slijepim kružištima i maskeronima). Došlo je do promjena i unutar lađa: povišeni su prozori, stupovi i izvana kontrafori gdje je biskup Eberhard postavio svoj grb, iznad grba svoga prethodnika. Tragovi Eberhardovog rada pronađeni su sve do jugozapadnog kuta unutrašnjosti, a njegovoj zasluzi pripisano je i pročelje te začelje južnog zvonika. Ipak, hipoteze se nastavljaju kada je u pitanju rješavanje nedoumice kako su spojili lađu i Timotejev sklop, jer se upravo na tom mjestu restauriralo i mijenjalo mnogo toga.
Treba spomenuti rad praških radionica koji su svoj trag ostavile u našoj katedrali. To se u prvom redu odnosi na reljefe, točnije maske Parlerova kruga koje su postavljene u unutrašnjosti, ali i na vanjskom plaštu katedrale. „Čudnovata galerija zagrebačke katedrale“ kako o njoj govori A. Horvat najvrjednija su skulpturalna djela koja posjedujemo. Djela prikazuju lisnata lica, prikaze pasa, lavova, grifona i fantastične životinje koje se isprepliću s biljnim ornamentima. Na njima se očituje raspon u kvaliteti te praške radionice. Sredinom XV. stoljeća kada je na čelo biskupije zasjeo Ivan Alben katedrala je bila, možemo reći, dovršeno djelo koje je on dopunio. To se odnosi na kapitele novijih oblika (kovrčava lišća) u nekim dijelovima crkve te na njegov grb koji je dodao. Biskup Luka Baratin ugradio je križno-rebraste svodove te uložio novac za izgradnju utvrda. Nemamo sigurne podatke je li on obnavljao zvonike koji su, spominje se, stradali u opsadi 1528. godine.

### Uređenje unutrašnjosti (XV. i XVI. st.)
Biskupu Thuzu pripisuju se tri empore u zapadnom traveju iste prostorije, kao i zabatni ukrasi iznad korskih sjedala (Bollé ih kasnije uklanja). Istom biskupu pripisuju se i raskošni oltari te ostali namještaj, dok se oltar u Ladislavovoj kapeli datira u vrijeme biskupa Osvalda. U lađi je kroz stoljeće dodan velik broj raskošnih oltara posvećen svecima kao što su sv. Emerik, sv. Nikola, sv. Barbara, sv. Elizabeta i drugi. Prva klecala postavljena su u kapeli sv. Ladislava (djelo firentinskog umjetnika Ivana Niczea), dok su ona u lađi postavljena nešto kasnije.  Pozlaćeni drveni kipovi, šest apostola koji su se nalazili na stupovima lađe, ostali su sačuvani do 19. stoljeća kada su uklonjeni. Pronašla ih je Anđela Horvat (samo dva kipa) koja ih je datirala u 15. stoljeće i stilski odredila kao kipove kasne gotike. Ta dva kipa nose veliki značaj, jer su jedini kipovi katedralne plastike u Hrvatskoj.
Bolléovim dolaskom kapele i svetište gube svoj izvorni oblik, a korska sjedala su zamijenjena. Bollé je srušio i zapadni zid sakristije koji je dijelio prostor na „unutarnju“ i „vanjsku“ sakristiju, a na kojemu se nalazio prikaz Posljednjeg suda. Pretpostavlja se da je u njegovo doba restauriran i sjeverni zid. Na istočnoj strani sakristije nalazi se historicistička prigradnja gdje je, pretpostavlja se, nekad bio oltar.

## Obnove
Za prve obnove katedrale zaslužan je biskup Timotej (1263. – 1287.) koji ju je počeo temeljito obnavljati u gotičkom stilu nakon što je teško nastradala za provale Mongola (1242. godine).
Obnova je nastavljena u 14. i 15. stoljeću. U 16. stoljeću katedrala je utvrđena zidinama i kulama (Bakačeva kula i dr.), a između 1633. i 1641. godine dobiva svoj masivan renesansni toranj, izveden po projektu Ivana Albertala (njem. Hans Alberthal), koji je u katedrali 1632. godine izveo mrežasti kasnogotički svod. Požari i navala neprijatelja više su ju puta oštećivali, ali najteži udarac ju je pogodio u Velikom potresu 1880. godine. Nakon potresa provedena je temeljita obnova katedrale u neogotičkom stilu (1880. – 1906.), po nacrtima bečkog graditelja F. Schmidta, a gradnju je vodio Hermann Bollé. Bollé će, izvodeći radove na restauraciji, dijelom izmijeniti prvotne Schmidtove projekte, osobito rješenja vrhova tornjeva. Dio kula tad je srušen.
U ovoj je restauraciji zagrebačka prvostolna crkva dobila svoj današnji oblik s dva vitka tornja, visokim krovištem, novim stupovima u svetištu i oltarima koji su zamijenili većinu baroknih oltara iz 18. stoljeća. Bila je pokrivena raskošnim krovom od glaziranog crijepa koji je kasnije nažalost uklonjen. Umjesto starih grobnica biskupa i velikaša sagrađena je nova grobnica za zagrebačke nadbiskupe iza glavnog oltara.
Uz druge velikane, tu počivaju i hrvatski mučenici Petar Zrinski i Fran Krsto Frankopan, čije su kosti ovamo prenesene 28. travnja 1919. godine iz Bečkog Novog Mjesta (Wiener Neustadt) i pokopane 30. travnja 1919. godine, sin Petra Zrinskoga grof Ivan Antun Zrinski (njegovi posmrtni ostatci u organizaciji Družbe "Braća Hrvatskoga Zmaja", preneseni su 26. veljače 1944. godine i pokopani 4. ožujka 1944. godine), Eugen Kvaternik (njegovi posmrtni ostatci preneseni su i pokopani su 1921. godine) i ini. U njoj su pokopana i posljednja tri zagrebačka nadbiskupa: stožernici bl. Alojzije Stepinac, Franjo Šeper i Franjo Kuharić.
Od 1990. godine Zagrebačka je katedrala okružena metalnom mrežom skela. Kako bi zabljesnula u punom sjaju, ljeti 1997. godine s tornja su skinuti i zamijenjeni korozijom uništeni devedesetgodišnji limeni satovi. Svih osam novih satova odliveno je u bronci u obiteljskoj ljevaonici Kranjčević u Markuševcu, podno Sljemena. Svaki je sat promjera 3 m i 20 cm, težak oko 600 kg. Za izradu satova utrošeno je 8 tona bronce i mjedi.
Godine 2008. hrvatski je producent Dominik Galić proizveo, a redatelj Eduard Galić režirao dokumentarni film o obnovi zagrebačke katedrale.

### Potres (2020.)
Dana 22. ožujka 2020. godine, potres jačine 5,5 stupnja po Richteru srušio je vrh južnog zvonika katedrale.
Vrh sjevernoga tornja Zagrebačke katedrale visok 13 i pol metara i težak 30 tona, skinut je 17. travnja 2020. kontroliranom eksplozijom, jer je zbog oštećenja koja je pretrpio u jakom potresu, 22. ožujka, postojala opasnost da se sruši i izazove još veća oštećenja katedrale i okolnoga prostora. Katedralni toranj odvojen je između 72. i 73. reda, skinula ga je dizalica od 500 tona, a druga dizalica obuhvatila je cijeli zvonik i spustila ga u jednom komadu.
Katedrala je dodatno oštećena u potresu koji se dogodio 29. prosinca s epicentrom kod Petrinje.
Odmah nakon potresa djelatnici Ministarstva kulture, Gradskoga zavoda za zaštitu spomenika kulture i prirode i Hrvatskoga restauratorskoga zavoda počeli su s pregledom i popisivanjem štete, evakuacijom pokretnoga inventara i provođenjem hitnih mjera zaštite, uključujući i skidanje zvonika. Program obnove podijeljen je u 21 međusobno povezan projekt, za što je Ministarstvo kulture i medija osiguralo 31 milijun eura iz Fonda solidarnosti EU-a.
Matica hrvatska i Društvo povjesničara umjetnosti Hrvatske održali su 18. siječnja 2023. okrugli stol Zagrebačka katedrala nekoć, danas i sutra, na poticaj predsjednika DPUH-a Dine Milinovića. Pritom je predsjednik Matice hrvatske Miro Gavran istaknuo:
»Zagrebačka katedrala najveća je hrvatska sakralna građevina i najvažniji spomenik hrvatske kulture. Kao najznačajniji svjedok trenutaka naše povijesti, poput našega naroda dodirnula je uspone i padove i poput ptice feniksa simbolizira ljepotu, ali i biće koje se nanovo uzdiže iz svog pepela (...) Živo se sjećam predavanja mog dragog profesora Radovana Ivančevića od prije četrdeset godina kada je vrlo kritički govorio o obnovi naše katedrale koja se dogodila nakon razornog potresa 1880. Siguran sam da nitko ne želi da nakon deset ili sto godina naši potomci o obnovi katedrale govore kao o estetskom ili građevinskom promašaju.«

#### Bogoslužni prostorbl. Alojzija Stepinca
Privremeni prostor za svakodnevna euharistijska slavlja, podjelu sakramenata (redovitu ispovijed), molitvu i pobožnosti (klanjanje Oltarskomu sakramentu, križni put i ine) za vrijeme zatvorenosti katedrale tijekom obnove, na Kaptolu 28, otvoren je svetom Misom večere Gospodnje na Veliki četvrtak 2022., koju je predslavio nadbiskup Josip Bozanić u suslavlju s pomoćnim biskupima Ivanom Šaškom i Mijom Gorskim, kanonicima Prvostolnoga kaptola i svećenicima Zagrebačke nadbiskupije.
Na blagdan sv. Katatrine Sijenske, 29. travnja 2023., msgr. Dražen Kutleša preuzeo je u Bogoslužnomu prostoru službu zagrebačkoga nadbiskupa. Bulu imenovanja pape Franje pročitao je apostolski nuncij, msgr. Giorgio Lingua, nakon čega je kardinal Josip Bozanić Kutleši predao biskupski štap.

## Orgulje
Njemačka tvrtka E.F. Walcker izgradila orgulje je zagrebačke katedrale 1855. godine s 52 registra. Tada glazbalo imalo je tri manuala s pedalom. Nakon nekoliko pregrađivanja orgulje danas imaju 78 registra na četiri manuala s dispozicijom (2005. g.):
| I. manual C–a3 |              |        |
| 1.             | Prinzipal    | 16′    |
| 2.             | Tibia        | 16′    |
| 3.             | Diapason     | 8′     |
| 4.             | Gemshorn     | 8′     |
| 5.             | Copula       | 8′     |
| 6.             | Gamba        | 8′     |
| 7.             | Dolce        | 8′     |
| 8.             | Flöte        | 8′     |
| 9.             | Nasard       | 5 1/3′ |
| 10.            | Oktave       | 4′     |
| 11.            | Copula minor | 4′     |
| 12.            | Dolce        | 4′     |
| 13.            | Quinte       | 2 2/3' |
| 14.            | Superoktav   | 2'     |
| 15.            | Blockflöte   | 2'     |
| 16.            | Mixtur VI    | 2 2/3' |
| 17.            | Zimbel IV    | 1 1/3' |
| 18.            | Fagott       | 16'    |
| 19.            | Trompete     | 8'     |

| II. manual C–a3 |                |        |
| 20.             | Bourdon        | 16′    |
| 21.             | Principal      | 8′     |
| 22.             | Copula         | 8′     |
| 23.             | Viola d'amour  | 8′     |
| 24.             | Flauto         | 8′     |
| 25.             | Salicional     | 8′     |
| 26.             | Diapason       | 4′     |
| 27.             | Traversflöte   | 4′     |
| 28.             | Superoktav     | 2′     |
| 29.             | Quinte         | 1 1/3' |
| 30.             | Sesquialter II | 2 2/3' |
| 31.             | Cornett V      | 8′     |
| 32.             | Scharff IV     | 1′     |
| 33.             | Vox humana     | 8'     |
| 34.             | Schalmey       | 4'     |
|                 | Tremulant      |        |

| III. manual C–a3 |                 |        |
| 35.              | Quintatön       | 16′    |
| 36.              | Geigenprinzipal | 8′     |
| 37.              | Fugara          | 8′     |
| 38.              | Hohlflöte       | 8′     |
| 39.              | Dulciana        | 8′     |
| 40.              | Aeoline         | 8′     |
| 41.              | Voix celeste    | 8′     |
| 42.              | Flauto amabile  | 4′     |
| 43.              | Viola           | 4′     |
| 44.              | Nasard          | 2 2/3′ |
| 45.              | Flautino        | 2′     |
| 46.              | Mixtur IV       | 2 2/3′ |
| 47.              | Physharmonica   | 8′     |
| 48.              | Oboe            | 8'     |
| 49.              | Trompete harmon | 8′     |

| IV. manual C–a3 |                 |        |
| 50.             | Hornprinzipal   | 8′     |
| 51.             | Traversflöte    | 8′     |
| 52.             | Viola           | 8′     |
| 53.             | Unda maris      | 8′     |
| 54.             | Ital. Prinzipal | 4′     |
| 55.             | Blockflöte      | 4′     |
| 56.             | Nasard          | 2 2/3' |
| 57.             | Schwiegel       | 2′     |
| 58.             | Sifflöte        | 1′     |
| 59.             | Terzian II      | 1 3/5' |
| 60.             | Großmixtur VI   |        |
| 61.             | Tuba magna      | 16'    |
| 62.             | Tuba mirabilis  | 8'     |
| 63.             | Vox humana      | 8'     |
| 64.             | Clairon         | 4'     |
|                 | Tremulant       |        |

| Pedal C–f1 |                 |        |
| 65.        | Grand Bourdon   | 32′    |
| 66.        | Prinzipalbass   | 16′    |
| 67.        | Subbass         | 16′    |
| 68.        | Violonbass      | 16′    |
| 69.        | Octavbass       | 8′     |
| 70.        | Hohlflötenbass  | 8′     |
| 71.        | Violoncello     | 8′     |
| 72.        | Flöte           | 4′     |
| 73.        | Cornett IV      | 5 1/3′ |
| 74.        | Bombardon       | 32′    |
| 75.        | Tuba            | 16′    |
| 76.        | Posaune         | 8′     |
| 77.        | Clarine         | 4′     |
| 78.        | Singend Kornett | 2′     |

Spojevi:
I-P, II-P, III-P, IV-P, 

Super I-P, Super II-P, Super III-P, Super IV-P,

II-I, III-I, IV-I, Sub I, Sub II-I, Sub III-I, Sub IV-I,

Super I, Super II-I, Super III-I, Super IV-I,

III-II, IV-II, Sub III-I, Sub IV-II, Super IV-II,

IV-III, Sub IV-III, Super IV-III
Pomagala: 

999-struki generalni slagar, dvostruki razdijeljeni slagar, sekvencer naprijed i nazad, automatični pedal, Crescendo, ukidač generalnih jezičnih registra, ukidač ručne registrature, način pojedinačno isključenih jezičnih registra, Tutti, Pleno, žaluzije III, žaluzije IV.

Sustav je pneumatički s čunjima uz elektropneumatično upravljanje trakture.

### Festival
Od 2009. održava se Festival »Orgulje zagrebačke katedrale«. Na festivalu su praizvedena djela hrvatskih skladatelja Brune Vlaheka, Davora Bobića, Dalibora Bukvića, Ante Knešaureka, Matije Ivšića te doajena glazbe za orgulje Anđelka Klobučara kao i talijanskog skladatelja Grimoaldoa Macchiae i francuskog Jean-Paula Verpeauxa. Dosad je nastupilo više od osamdeset orguljaša iz cijelog svijeta.

## Knjižnica (Metropolitana)
Uz izgradnju katedrale u srednjemu vijeku, ustrojila se i nadopunjavala zbirka knjiga namijenjenih potrebama bogoslužja, obreda i molitava, o čemu svjedoče najstariji inventari katedrale s konca 14. stoljeća. Fond se nadopunjavao i knjigama »svjetovna« karaktera, medicinskim, pedagoškim i pravnim, povezanih s djelovanjem katedralna kaptola kao pravna autoriteta i povjerljiva mjesta (lat. locus credibilis). Priljevom tiskanih knjiga od kraja 15. stoljeća fond se naglo povećava. Ipak, tek u drugoj polovini 17. st., za biskupa Aleksandra Mikulića, uređene posebne knjižnične prostorije, prigrađene uz zapadni kaptolski bedem. U to je vrijeme zbirka obogaćena kupnjom osobne knjižne i grafičke zbirke kranjskoga polihistora Janeza Vajkarda Valvasora. Nakon potresa 1880. kaptolska knjižna zbirka (Metropolitana) pohranjena je u Sveučilišnoj knjižnici, a potom u Hrvatskomu državnom arhivu u Zagrebu, dok je manji broj vrijednih liturgijskih kodeksa i tiskanih knjiga ostao u Riznici zagrebačke katedrale.

## Riznica
Dokumentarni film redateljice i scenaristice Ljiljane Bunjevac Filipović Riznica (2015.) prikazao je blago pohranjeno u riznici zagrebačke katedrale.

## Dokumentarni filmovi
Dokumentarni filmovi o zagrebačkoj katedrali:
- Riznica (2015.)
- 6:24 (2020.)

## Galerija
- Slika katedrale na kraju 19. stoljeća
- Unutrašnjost katedrale – pogled prema oltaru
- Zagrebačka katedrala iz zraka
- Glavni ulaz
- Sarkofag bl. Alojzija Stepinca
- Vanjski pogled
- Timpanon između zvonika
- Spomenik Blažene Djevice Marije i četiri anđela ispred katedrale, izrađeno po nacrtu Hermanna Bollea iz 1882. godine